# Судан I
Судан I (2-гидроксинафталин-1-азобензол) — органическое соединение, синтетический азокраситель с химической формулой C16H12N2O, относящийся к группе судановых красителей. Имеет вид красного порошка, применяется для окрашивания в микроскопии.
Другие названия: жирорастворимый оранжевый, sensel orange G, spirit orange, sudanorange R, C. I. 12055.

## Свойства
Кирпично-красный мелкокристаллический порошок, кристаллы имеют форму игл. Молярная масса составляет 248,28 г/моль. Плавится при 134 °C. Растворяется в спирте, эфире, бензоле. Не растворим в воде. Растворяется в концентрированной серной кислоте с образованием раствора фуксиново-красного цвета, при разбавлении водой выпадает в виде оранжевого осадка.

## Получение
Получают из анилина и 2-нафтола. Анилин диазотируют, затем проводят сочетание с 2-нафтолом, после чего очищают перекристаллизацией из дихлорэтана.

## Применение
Используется в микроскопии для окрашивания препаратов.

## Безопасность
Старые источники отмечали, что краситель канцерогенен для человека, а особенную опасность представляет попадание пыли в организм и растворов на кожу, однако по состоянию на 2020 год, Международное агентство по изучению рака относит Судан I к группе 3, что означает, что соединение не классифицируется как канцерогенное для человека.